# Liste des épisodes de Merlin
Cet article présente la liste des épisodes de la série télévisée britannique Merlin. Les saisons sont à chaque fois renouvelées pour treize épisodes. Les épisodes sont classés par ordre chronologique, correspondant au déroulement de l’histoire de la série.

## Première saison (2008)
La première saison a été diffusée du 20 septembre 2008 au 13 décembre 2008 sur BBC One, au Royaume-Uni. En France, les trois premiers épisodes ont été diffusés le 23 novembre 2010 sur NRJ 12 et ont réalisé un record historique pour une série inédite sur la chaîne avec en moyenne plus de 787 000 téléspectateurs et un pic d'audience de 1 007 000 téléspectateurs à 22 h 15.
1. L'Appel du Dragon (The Dragon's Call)
2. Le Chevalier Valiant (Valiant)
3. L’Épidémie (The Mark of Nimueh)
4. La Vengeance de Nimueh (The Poisoned Chalice)
5. Lancelot (Lancelot)
6. Le Remède à tous les maux (A Remedy to Cure All Ills)
7. Les Portes d’Avalon (The Gates of Avalon)
8. Le Début de la fin (The Beginning of the End)
9. Excalibur (Excalibur)
10. La Vérité (The Moment of Truth)
11. Le Labyrinthe (The Labyrinth of Gedref)
12. Le Complot (To Kill the King)
13. La Mort d’Arthur (The End Is Near)

Note : L’ordre des épisodes ci-dessus est celui de la diffusion originale. La version DVD a interverti les épisodes 3 et 4.

## Deuxième saison (2009)
La deuxième saison a été diffusée du 19 septembre 2009 au 12 décembre 2009 sur BBC One, au Royaume-Uni.
1. La Malédiction de Cornelius Sigan (The Curse of Cornelius Sigan)
2. Un assassin pour Arthur (The Once and Future Queen)
3. Le Secret de Morgane (The Nightmare Begins)
4. Lancelot et Guenièvre (Lancelot and Guinevere)
5. La Belle et la Bête, première partie (Beauty and the Beast: Part One)
6. La Belle et la Bête, deuxième partie (Beauty and the Beast: Part Two)
7. Le Chasseur de sorcières (The Witchfinder)
8. Les Péchés du père (The Sins of the Father)
9. La Druidesse (The Lady of the Lake)
10. Un plan machiavélique (Sweet Dreams)
11. Le Cristal de Neahtid (The Witch's Quickening)
12. Les Sortilèges de Morgause (The Fires Of Idirsholas)
13. L’Attaque du grand dragon (The Last Dragonlord)

## Troisième saison (2010)
La troisième saison a été diffusée du 11 septembre 2010 au 4 décembre 2010 sur BBC One, au Royaume-Uni.
Épisodes
1. Le Poison de la Mandragore, première partie (The Tears of Uther Pendragon: Part One)
2. Le Poison de la Mandragore, deuxième partie (The Tears of Uther Pendragon: Part Two)
3. Le Gobelin (Goblin's Gold)
4. Le Cristal magique (Gwaine)
5. L’Antre de cristal (The Crystal Cave)
6. Le Complot des Sidhes (The Changeling)
7. Le Château des Fyrien (The Castle of Fyrien)
8. Les Terres des Périls (The Eye of the Phoenix)
9. L’Amour au temps des dragons (Love in the Time of Dragons)
10. Un amour contrarié (Queen of Hearts)
11. Gilli (The Sorcerer's Shadow)
12. L’Aube d’un nouveau monde, première partie (The Coming of Arthur: Part One)
13. L’Aube d’un nouveau monde, deuxième partie (The Coming of Arthur: Part Two)

## Quatrième saison (2011)
La série a été renouvelée pour une quatrième saison initialement prévue pour 10 épisodes de 45 minutes dont le tournage a débuté en mars 2011. Le 18 mars 2011, lors d'une interview, l'un des producteurs exécutifs a déclaré que cette quatrième saison serait finalement composée de 13 épisodes.
1. L’Heure la plus sombre, première partie (The Darkest Hour: Part One)
2. L’Heure la plus sombre, deuxième partie (The Darkest Hour: Part Two)
3. Un jour funeste (The Wicked Day)
4. Le Dragon blanc (Aithusa)
5. Le Fils de son père (His Father's Son)
6. Possession (A Servant of Two Masters)
7. L’Enlèvement (The Secret Sharer)
8. Lamia (Lamia)
9. Un retour inattendu (Lancelot du Lac)
10. Une âme tourmentée (A Herald of the New Age)
11. La Princesse de Nemeth (The Hunter's Heart)
12. L’Épée dans la pierre, première partie (The Sword in the Stone: Part One)
13. L’Épée dans la pierre, deuxième partie (The Sword in the Stone: Part Two)

## Cinquième saison (2012)
Le 26 juillet 2011, lors du Comic-Con de San Diego, les producteurs exécutifs, Johnny Capps et Julian Murphy ont confirmé officiellement qu'une cinquième saison était commandée et que celle-ci était la dernière. Le tournage de la cinquième saison a débuté en mars 2012 et diffusée depuis le 6 octobre 2012 sur BBC One, au Royaume-Uni.
1. Le Fléau d’Arthur, première partie (Arthur's Bane: Part One)
2. Le Fléau d’Arthur, deuxième partie (Arthur's Bane: Part Two)
3. Le Spectre d’Uther (The Death Song of Uther Pendragon)
4. Le Sortilège de Morgane (Another’s Sorrow)
5. Profanation (The Disir)
6. Disparition (The Dark Tower)
7. Morgane et son alliée (A Lesson in Vengeance)
8. Merlin et le Jeune Druide (The Hollow Queen)
9. Le Chaudron d’Arianrhod (With All My Heart)
10. La guerre est déclarée (The Kindness of Stangers)
11. L’Approche des ténèbres (The Drawing of the Dark)
12. La Prophétie de Camlann, première partie (The Diamond of the Day: Part One)
13. La Prophétie de Camlann, deuxième partie (The Diamond of the Day: Part Two)